# Bảng cửu chương
Bảng cửu chương, là một bản ghi lại nội dung phép nhân của các số từ 1 đến n, với n thường là 9, 12 hoặc 20. Nó là một phần bắt buộc học thuộc của học sinh tại nhiều nơi trên thế giới để có thể tính nhẩm nhanh các bài toán nhân đơn giản, cũng như có thể tính toán (không cần máy tính trợ giúp) các phép nhân phức tạp.
Ở một số nước, "bảng cửu chương" không dừng lại ở 9 mà nó gồm 12 hàng và cột.
Do thế giới dùng hệ đếm cơ số 10, nhiều nhà giáo dục cho rằng học sinh cần học thuộc bảng cửu chương đến mức 9 × 9.

## Nội dung
Sau đây là bảng nhân các số từ 1 đến 12 được trình bày dưới dạng bảng Pythagoras. Để biết kết quả phép tính nhân hai số, cần tìm số ở giao điểm của hàng mang thừa số thứ nhất và cột mang thừa số thứ hai (hoặc cột của thừa số thứ nhất và hàng của thừa số thứ hai). 
Ví dụ: Phép tính 4 × 5: Tìm số ở giao điểm hàng 4, cột 5 (hoặc cột 4, hàng 5). Ta thấy số 20, vậy 4 × 5 = 20.
| ×  | 1  | 2  | 3  | 4  | 5  | 6  | 7  | 8  | 9   | 10  | 11  | 12  |
| -- | -- | -- | -- | -- | -- | -- | -- | -- | --- | --- | --- | --- |
| 1  | 1  | 2  | 3  | 4  | 5  | 6  | 7  | 8  | 9   | 10  | 11  | 12  |
| 2  | 2  | 4  | 6  | 8  | 10 | 12 | 14 | 16 | 18  | 20  | 22  | 24  |
| 3  | 3  | 6  | 9  | 12 | 15 | 18 | 21 | 24 | 27  | 30  | 33  | 36  |
| 4  | 4  | 8  | 12 | 16 | 20 | 24 | 28 | 32 | 36  | 40  | 44  | 48  |
| 5  | 5  | 10 | 15 | 20 | 25 | 30 | 35 | 40 | 45  | 50  | 55  | 60  |
| 6  | 6  | 12 | 18 | 24 | 30 | 36 | 42 | 48 | 54  | 60  | 66  | 72  |
| 7  | 7  | 14 | 21 | 28 | 35 | 42 | 49 | 56 | 63  | 70  | 77  | 84  |
| 8  | 8  | 16 | 24 | 32 | 40 | 48 | 56 | 64 | 72  | 80  | 88  | 96  |
| 9  | 9  | 18 | 27 | 36 | 45 | 54 | 63 | 72 | 81  | 90  | 99  | 108 |
| 10 | 10 | 20 | 30 | 40 | 50 | 60 | 70 | 80 | 90  | 100 | 110 | 120 |
| 11 | 11 | 22 | 33 | 44 | 55 | 66 | 77 | 88 | 99  | 110 | 121 | 132 |
| 12 | 12 | 24 | 36 | 48 | 60 | 72 | 84 | 96 | 108 | 120 | 132 | 144 |